# Salvatore Morale
Salvatore Morale, italijanski atlet, * 4. november 1938, Teolo, Padova, Italija.
Morale je bil specialist za tek na 400 m z ovirami. Vrhunec kariere je dosegel z evropskim naslovom leta 1962 in olimpijskim bronom leta 1964.

## Kariera
Nase je prvič opozoril leta 1959, ko je na Poletni univerzijadi na Dunaju slavil v teku na 400 m z ovirami. S tem dosežkom si je prislužil mesto v italijanski odpravi na domače Poletne olimpijske igre 1960, v Rim. Na jugu Italije je pustil dober vtis, saj je veliki finale zgrešil zgolj za stotinko. Vseeno je imel precejšnjo smolo, saj so bile igre v Rimu zadnje, na katerih je v finalih šprinterskih atletskih disciplin sodelovalo po 6 atletov. Od iger leta 1964 dalje namreč v finalih vselej tekmuje po 8 tekmovalcev. Morale bi se kot četrti iz svoje polfinalne skupine (in kot tekmovalec s šestim časom obeh polfinalov) še celo uvrstil v kateri koli olimpijski finale od leta 1964 naprej.
Leta 1961 mu je s časom 49.7 uspelo postaviti evropski rekord, prav tako je slavil - še drugič zapored - na Poletni univerzijadi v Luksemburgu. Naslednje leto je na Evropskem prvenstvu 1962 v Beogradu postavil čas 49.2 in postal evropski prvak. S časom 49.2 se je celo izenačil s tedanjim svetovnim rekordom v lasti Američana Glenna Davisa (49.2). Na prvenstvu se je prebil v finale še v štafeti 4x400 m, s katero je zasedel 5. mesto.
Dve leti zatem je Moraleju uspelo tisto, kar mu leta 1960 ni - uvrstiti se v olimpijski finale teka na 400 m z ovirami. Potem ko je tako v kvalifikacijah kot v polfinalu dokaj zanesljivo napredoval, v finalu za zlato ni imel možnosti, saj je bil tedaj v odlični formi Američan Rex Cawley. Slednji je en mesec pred pričetkom iger celo izboljšal Davisov in Moralejev svetovni rekord na 49.1, v olimpijskem finalu pa je odtekel čas 49.6 in še vedno osvojil olimpijski naslov, s pol sekunde prednosti pred Britancem Johnom Cooperjem (51.1). Enak čas kot Cooperju je uspel tudi Moraleju, ki je s tem Italiji pritekel olimpijski bron. Po olimpijskih igrah 1964, ki so potekale v Tokiu, ni Morale več dosegel nobenih vidnejših uspehov na svoji atletski poti.